# Исламская философия
Исламская философия — совокупность философских учений, разрабатывающихся в эпоху Средневековья мыслителями народов Востока, принявших ислам и пользовавшихся в основном арабским языком (реже — персидским языком). Позднее начинают всё чаще появляться труды на национальных языках исламских стран (турецкий, урду и др.). Иногда в рамках исламской философии рассматриваются также труды средневековых еврейских философов, написанные на арабском языке и испытавшие явное влияние исламской религиозной доктрины. Современные исламские философы нередко также пишут на английском языке, поскольку их труды ориентированы на знакомую с английским языком элиту арабских стран, Пакистана (где английский является официальным), а также мусульманскую диаспору в странах Запада.
В наши дни исламская философия претерпела значительные изменения, в том числе под влиянием западной цивилизации и философии. Термин «арабская философия» — не единственный, который употребляется в этом значении. Философы и историки философии говорят также об «исламской философии», «арабо-мусульманской философии», «философии Арабского Востока» и т. п.
Ввиду того, что ислам в мусульманских странах является обязательной доктриной, в этих странах существуют или существовали своеобразные гибриды традиционных направлений философии с исламской теологией (политическая концепция М. Каддафи, политико-эпистемологическая концепция «исламской демократии» А. Соруша и др.). При этом в настоящее время арабоязычная философия оказывает значительное влияние на философскую мысль Ирана, тогда как обратная тенденция не наблюдается — работы иранских философов в арабском мире малоизвестны.

## История
В развитии исламской философии можно выделить три основных этапа:
- классический, или средневековый (VIII—XV вв.);
- позднее Средневековье (XVI—XIX вв.);
- современность (вторая половина XIX—XXI вв.).

Возникновение арабской философии связано с деятельностью ранних представителей калама (рационального богословия), которые, начав с обсуждения вопросов о свободе человеческой воли и божественных атрибутах, закончили разработкой концепций, выходивших за рамки религии. От позиций ортодоксального ислама довольно сильно отклонилась школа мутазилитов.

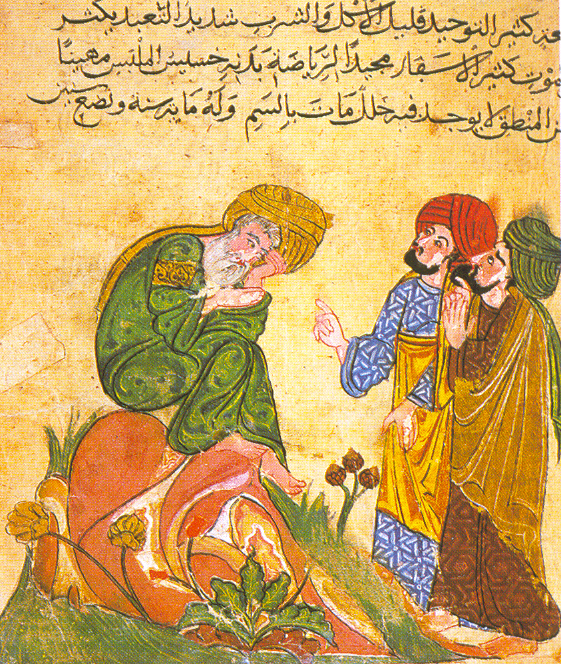
Сократ с учениками. Изображение XIII в.

В IX веке происходит широкое знакомство арабов с естественнонаучным и философским наследием античности. В центре их внимания оказывается философия Аристотеля с её преобладающим интересом к вопросам естествознания и логики. Усвоение аристотелевской философии, однако, опосредствовалось знакомством с работами позднейших её комментаторов из неоплатонических школ в Афинах и Александрии. Основателем арабского аристотелизма был Аль-Кинди.

## Основные проблемы и концепции
Средневековый восто́чный аристотели́зм или восто́чный перипатети́зм (араб. فلسفة‎ — фальсафа, то есть философия) — средневековая мусульманская философия IX—XII веков, опирающаяся на авторитет Аристотеля.
Крупнейшими представителями этого направления были Аль-Кинди, Аль-Фараби, Ибн Сина, Ибн Туфайль, Ибн Рушд, Ибн Баджа.
Одной из особенностей восточного аристотелизма был теоцентризм, что проявлялось в его совмещении с неоплатонизмом. Однако Бог скорее понимался как вечный двигатель, существующий при вечной материи. Критику идей этого направления дал Абу Хамид аль-Газали.

### Основные черты
- Восприятие Аллаха как первопричины «ас-сабаб ал-аввал» (от араб. السبب الأوّل‎: первый повод) и генератора форм (Вахиб аль-сувар), при этом критике подвергался антропоморфизм.
- Утверждение вечности и несотворенности материи как абсолютной возможности. Понимание первоматерии как небытия.
- Мир происходит от Аллаха путем вечной эманации (файд[5], араб. فيض‎)[3]. На эту особенность арабской философии обращал внимание немецкий исследователь Штекль, когда писал: «арабизм переходит в эманатизм»[6]. Причем Аллах действует на мир опосредовано, через небесные сферы (афлак) и связанных с ними ангелов. С одной стороны, это приводило к отрицанию воли и личностного начала в Боге[7], с другой — позволяло видеть в мире проявление Бога.
- Геоцентризм Птолемея (Альмагест).
- Различие субстанции  и акциденции.
- Различение внутри субстанции материи и формы.
- Различие сущности (ма̄хӣййа) и существования (вуджӯд)[3].
- Понятие актуального разума (акль, араб. عقل‎), общего всем людям и отличного от конкретного потенциального разума отдельных людей.
- Отрицание актуального существования универсалий вне ума человека.
- Отрицание бессмертия индивидуальной души (нафс, араб. نفس‎), равно как ее предсуществования телу и реинкарнаций.
- Учение о середине как основе добродетели.
- Органическая концепция государства, целью которого является справедливость (адль, араб. عدل‎).
- Рациональный, логический стиль изложения.

### Ал-Кинди
Родоначальником фальсафа был Абу Юсуф Якуб б. Исхак ал-Кинди, прозванный «философом арабов» за то, что первым среди арабов стал знатоком и пропагандистом «пришлых наук», которыми до этого занимались главным образом сирийскоязычные христиане и сабии Харрана.
Ал-Кинди не создал цельной философской системы, и его работы отражают довольно пёстрый конгломерат учений, восходящих к Аристотелю, Платону, Плотину, Проклу, пифагорейцам, которыми переводчики из «Дома мудрости» обильно снабжали арабоязычную читающую публику. К наиболее известным его концепциям относятся концепция пяти прасубстанций (материи, формы, движения, места и времени) и концепция четырёх видов разума (акль):
- деятельного — всегда находящегося в актуальном состоянии;
- потенциального — находящегося в состоянии лишённости;
- перешедшего в актуальное состояние — находящегося в состоянии обладания, ввиду чего он именуется разумом по обладанию — ал-акл би-л-малака; примером тому может служить врач, сведущий в медицине, но не практикующий;
- проявляющегося — функционирующего, наподобие практикующего врача.

Эта концепция, которой предшествовала классификация разумов, разработанная Александром Афродисийским: 1) материальный разум; 2) приобретённый разум; 3) деятельный разум, стала первой в ряду аналогичных концепций последующих поколений — фалясифа. Ал-Кинди же принадлежит заслуга введения в фальсафу метода символико-аллегорического толкования Корана.

### Аль-Фараби
Подлинным основоположником восточного перипатетизма следует признать Абу Насра аль-Фараби, прозванного «Вторым учителем» (после «Первого учителя» — Аристотеля). Философское образование Фараби первоначально получил в Харране, а затем в Багдаде. В 942 году философ перебирается в Алеппо, где жил под покровительством правителя Сайф ад-Дауля и умер в Дамаске в 950 году.
Аль-Фараби было написано огромное количество книг, трактатов и комментариев. Философ был непревзойдённым толкователем античной логики, ему принадлежит первая в истории арабо-мусульманской философии работа, посвящённая классификации наук, под названием «Слово о классификации наук»; в продолжение традиции, идущей от Симпликия, аль-Фараби написал трактат «Об общности взглядов двух философов — Божественного Платона и Аристотеля», а также отдельные трактаты, посвящённые каждому из этих двух великих мыслителей античности.
Но в истории философии он более всего прославился своими трактатами по этике и политике, такими, как «Трактат о взглядах жителей добродетельного города», «Указание пути к счастью», «Политика», «Афоризмы государственного деятеля», «О достижении счастья» (последняя работа вместе с трактатами «Философия Платона» и «Философия Аристотеля» образует трилогию). В трактатах этой категории Аль-Фараби развивает, беря за образец «Государство» Платона, учение об идеальном государстве (добродетельном городе — аль-мадина аль-фадила араб. المدينة الفاضلة‎) и о противоположных ему порочных государствах (заблудших и невежественных городах).
О его метафизических воззрениях какие-либо данные отсутствуют. Если не считать небольшого трактата «Сущности вопросов» («Уйун ал-масаил»), который скорее всего принадлежит не Абу Насру, а Авиценне, то из трудов этой категории до наших времён сохранилась только «Книга букв», посвящённая разъяснению философских терминов, соотношению религии и философии и философским вопросам. Что же касается тех философских идей, которые ему обычно приписываются, то они представляют собой взгляды жителей идеального государства. Но эти взгляды не могут быть убеждениями философа по определению, так как этот термин обозначает недостоверное знание, близкое к мнению. И в самом деле, ал-Фараби мировоззрение жителей добродетельного города характеризует как добродетельную, то есть идеальную религию аль-милла аль-фадила (араб. الكمال الفاضلة‎), «подражающую» истинной философии.
Описывая эту религию, аль-Фараби впервые вводит в арабо-мусульманскую философию концепцию эманации и деление вещей на бытийно-возможные и бытийно-необходимые.
Рисуемая в мировоззрении, картина эманационного происхождения сущего из единого первоначала, призвана была служить парадигмой социального устроения общества, руководимого философом-правителем.
В известном библиографическом труде турецкого учёного Хаджжи Халифы (1608—1657) содержится указание на то, что Абу Насром было написано энциклопедическое сочинение под названием «Второе учение», которое стало прототипом для самого полного изложения восточноперипатетической философии — «Книги исцеления» Ибн-Сины. Сам факт находится под сомнением, потому как других свидетельствующих источников на данный момент нет, но именно благодаря «Книге исцеления» философская система восточного перипатетизма чётко поддаётся реконструкции.

### Авиценна
Помимо «Книги исцеления» Ибн Синой были написаны и менее пространные энциклопедические работы — «Книга спасения», «Дар» и «Книга знания» (последняя — на родном для философа языке фарси). Кроме того, он является автором «канона медицины», представляющего собой свод накопленных к тому времени медицинских знаний, а также собственных наблюдений как практикующего врача. Абу Али составил также аллегорические повести, образующие своеобразную философскую трилогию — «Хайй ибн Йакзан», «Птицы» и «Саламан и Абсал».
Ибн Сина ввёл в своё учение доктрину ал-Фараби о добродетельном городе, но от написания специального труда по политической науке воздержался. Причиной тому, по-видимому, была неблагоприятная политическая обстановка того времени, для которой была характерна борьба могущественных Газневидов с исмаилитами, чья идеология как раз и впитала в себя политические утопии, подобные теориям идеального государства аль-Фараби и «Чистых братьев». Практическую философию аль-Фараби Ибн Сина, однако, развивает в русле рационалистической трактовки пророчества. Для поддержания жизни, рассуждает Абу Али, люди должны объединяться в сообщества. Для этого необходим закон, а значит, и тот, кто будет обязывать их его соблюдать, «ибо в противном случае среди них возникнет разлад и каждый будет считать справедливым то, что ему выгодно, и несправедливым — то, что ему невыгодно». Таким человеком должен быть пророк, оповещающий людей, что у них есть некий всемогущий единый творец, относительно которого он, однако, не должен обременять простонародье сведениями «сверх знания того, что он есть единый, истинный и бесподобный». Вслед за аль-Фараби Ибн Сина рассуждал также об эманации, но концепция эманации не была инвариантным элементом его метафизики: в его позднем энциклопедическом труде «Указания и наставления» место этой концепции занимает описание ступеней приближения суфия-гностика к богопознанию.

## Направления
- Калам
  - Мутазилитизм
  - Ашарийя
  - Матуридизм
- Восточный аристотелизм (фальсафа)
- Исламский либерализм
- Джадидизм
- Суфизм
  - Ишракизм
- Батинизм

## Представители

### Средневековье и Новое время
- Аль-Газали
- Аль-Кинди
- Аверроэс
- Авиценна
- Аль-Фараби
- Фахруддин Ар-Рази
- Замахшари
- Ибн Мискавейх
- Ибн Хальдун
- Омар Хайям
- Ахмад Югнаки
- Юсуф Баласагуни
- Абай Кунанбаев

### Современность
- Амр Халед (Египет)
- Али Шариати (Иран)
- Фетхуллах Гюлен (Турция)
- Гейдар Джемаль (Россия)
- Ибрагим Тауфик (Россия)
- Мухаммад Икбаль (Пакистан)
- Абдолкарим Соруш (Иран — США)
- Исмаил аль-Фаруки (Палестина — США)
- Сейед Хосейн Наср (Иран — США)
- Фазлур Рахман (Пакистан — Великобритания)
- Мортеза Мотаххари (Иран)
- Муса аль-Садр (Иран — Ливан)
- Акбар Салахуддин Ахмед (США)
- Кайрат Жолдыбайулы (Казахстан)
- Дербисали, Абсаттар Багисбаевич (Казахстан)